# Euphrasia Eluvathingal
Euphrasia Eluvathingal, C.M.C. (7. října 1877, Edathuruthy - 29. srpna 1952, Ollur) také Evuprasiamma byla indická karmelitánská řeholní sestra Syrsko-malabarské katolické církve.

## Mládí
Narodila se 7. října 1877 v Edathuruthy, jako Rosa Eluvathingal. Byla nejstarší dcerou zámožných statkářů, Cherpukarana Antonyho a Kunjethy Eluvathingal. Pokřtěna byla 25. října 1877 v kostele Matky Karmelu v Edathuruthy. Její matka byla zbožná syrská katolička, která ji učila aby se modlila růženec a aby se podílela na mších. Když jí bylo 9 let, Rose říkala že měla zjevení Panny Marie, což ji vedlo k tomu, aby se nikdy nevdala, a aby se zavázala jen Bohu.
Když byla starší, toužila vstoupit k Sestrám Matky Karmelu, které následují pravidla Třetího řádu Bosých karmelitánů. Její otec jí chtěl domluvit sňatek jednoho ze synů další zámožné rodiny. Když ale viděl její odhodlání sám ji doprovodil do kláštera. Když jí bylo 10 let vstoupila do internátní školy připojené k první komunitě karmelitánů v syrsko-malabarské církve. Založené roku 1866 v Koonammavu svatým Kuriakosem Eliasem Chavarou a otcem Leopoldem Beccarou.

## Řeholní život
Roku 1897, Mar John Menachery, první biskup Syrsko-malabarské archieparchie Thrissur, založil karmelitánský konvent v Ambazakadě (dnes patří k Syrsko-malabarská eparchie Irinjalakuda). Dne 9. května jej sem s ostatními přivezli z Koonammavu. Další den Rosa byla přijata jako postulantka a přijala jméno Euphrasia od Nejsvětějšího srdce Ježíšova. Dne 10. ledna 1898 byla přijata do noviciátu. Poté vážně onemocněla a nadřízenými jí bylo hrozeno propuštění.
Říkala že měla vidění Svaté Rodiny a její nemoc skončila. Slavnostní sliby složila 24. května 1900, během požehnání nově založeného kláštera v Olluru. Poté, co složila věčné sliby byla jmenována asistentkou novic mistryně a brzy na to byla roku 1904 ustanovena novic mistryní, tuto funkci vykonávala 9 let. Roku 1913 byla ustanovena matkou představenou kláštera Svaté Marie v Olluru, kde žila po zbytek svého života, matkou představenou byla do roku 1916.
Přes tyto povinnosti, se snažila vést život nepřetržité modlitby a oddanosti k Nejsvětějšímu Srdci Ježíšovu, mnoha lidmi byla jmenovaná jako Modlící se matka. Matka Euphrasia strávila velkou část svého dne v klášterní kapli před Nejsvětější svátostí, ke které měla silnou oddanost. Také žila velkou láskou a oddaností k Panně Marii. Zemřela 29. srpna 1952 v Olluru. Její hrob se stal poutním místem kde se stávají zázraky.

## Proces svatořečení
Dne 5. července 2002 papež Jan Pavel II. uznal její hrdinské ctnosti. Blahořečena byla 3. prosince 2006. Dne 3. dubna 2014 papež František uznal zázrak na její přímluvu a svatořečena byla 23. listopadu 2014.